# Lyophyllaceae
Lyophyllaceae es una familia de hongos en el orden Agaricales. Al 2008 se estimaba contiene ocho géneros y 157 especies; a 2014 de 11, el Catalogue of Life lista 13 géneros en la familia. Lyophyllaceae fue circunscrita por el micólogo Walter Jülich en 1981.